# 卡孜乡 (林周县)
卡孜乡（藏語：མཁར་རྩེ་），是中华人民共和国西藏自治区拉萨市林周县下辖的一个乡镇级行政单位。

## 行政区划
卡孜乡下辖以下地区：
卡孜村、托门村、懂村、克布村、田嘎村和白朗村。